# グリッドロック (渋滞)

右側通行2方向街路のネットワークにおけるグリッドロック現象。赤色の車が交差点内で停止することでその車が行こうとしていない方向にも進めなくなり、グリッドロックが発生する。

グリッドロックは交通渋滞の一種で、渋滞の車列が伸びることで交差点を含むネットワーク全体の車両が全く動けなくなる状態を表す主にアメリカで使われる専門用語である。この用語は交差点を含むグリッドプランのネットワークにおいて前にも後ろにも進めなくなることが語源である。
グリッドロックという専門用語は激しい交通渋滞を表す言葉として誤用されることもある。また他の分野でも、需要が多く供給が追いつかない状況や身動きが取れない状況を指す言葉でもある。

## 発生

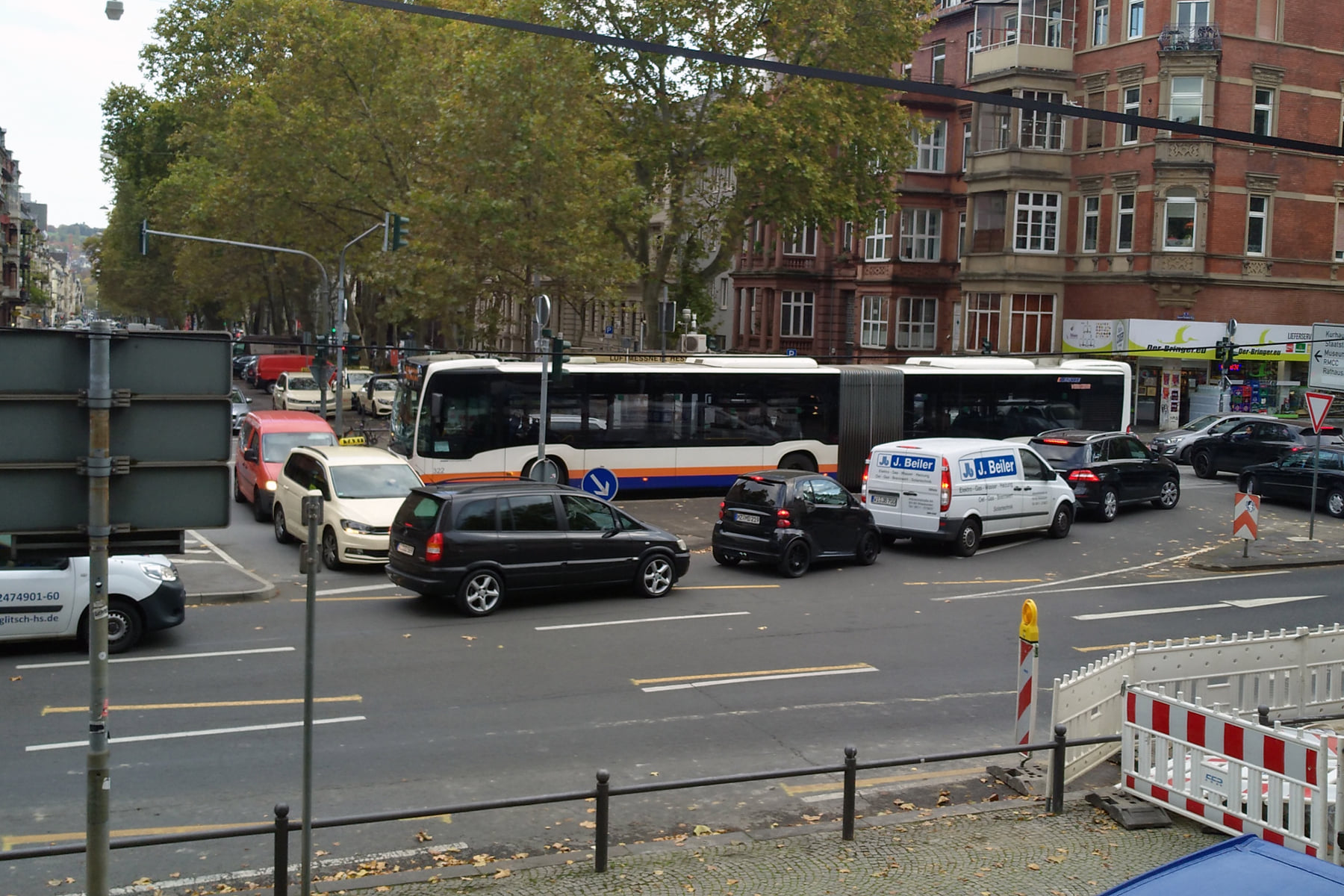
ドイツのヴィースバーデン環状線（英語版）カイザー・フリードリヒリングで発生したグリッドロック。3方向の車線が互いに他の車両によってブロックされている。

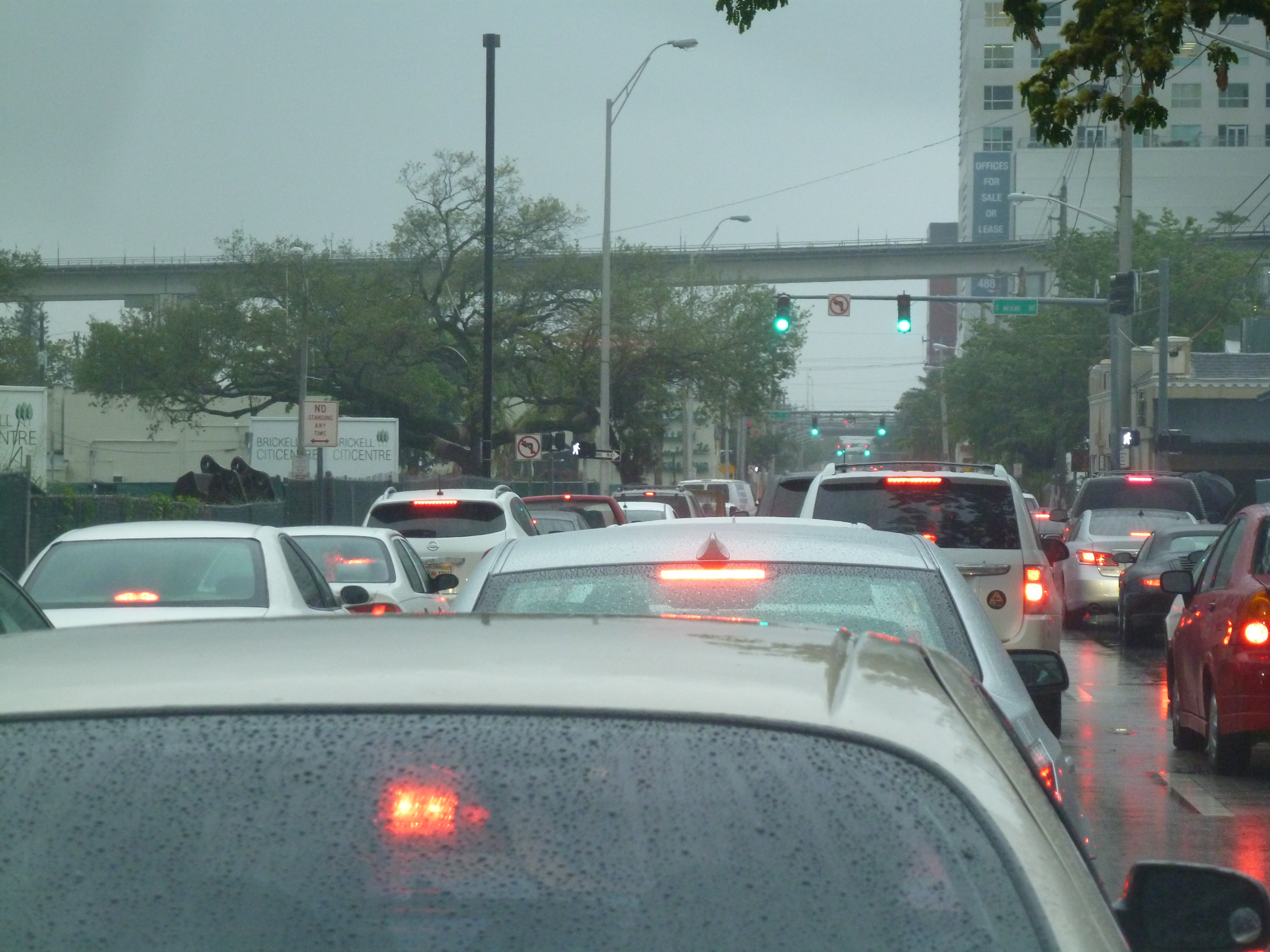
フロリダ州マイアミの7番街で発生したグリッドロック。信号は青だが、赤信号側の車両が交差点内に滞留している。

一般的なグリッドロックは、信号が青だが交差点の先に十分な空間的余裕がない状態で交差点内に進入し、信号が赤になっても交差点から出られないことによって発生する。 この現象が同時多発的に複数の交差点で発生すると、どの車も進むことができなくなり、グリッドロックが発生する。
多くの国の交通ルールでは、交差点の先に十分な空間がなく、交差点上で立ち往生する可能性がある場合交差点内に進入してはいけない。もし全てのドライバーがこのルールを守れば、グリッドロックは発生しない。
その他のタイプのグリッドロックとして、高速道路の流入ランプと流出ランプの距離が近い（概ね400m以内）場合に発生するものがある。高速道路の本線上の渋滞により流入車両が進めず、流入車両の車列が流出車線をふさぐことによって流出車両も進めなくなるというものである。
グリッドロックはゲーム理論における囚人のジレンマの例として用いられることがある。

## 規制

### ニューヨーク市

ボックスを塞いではいけないという標識

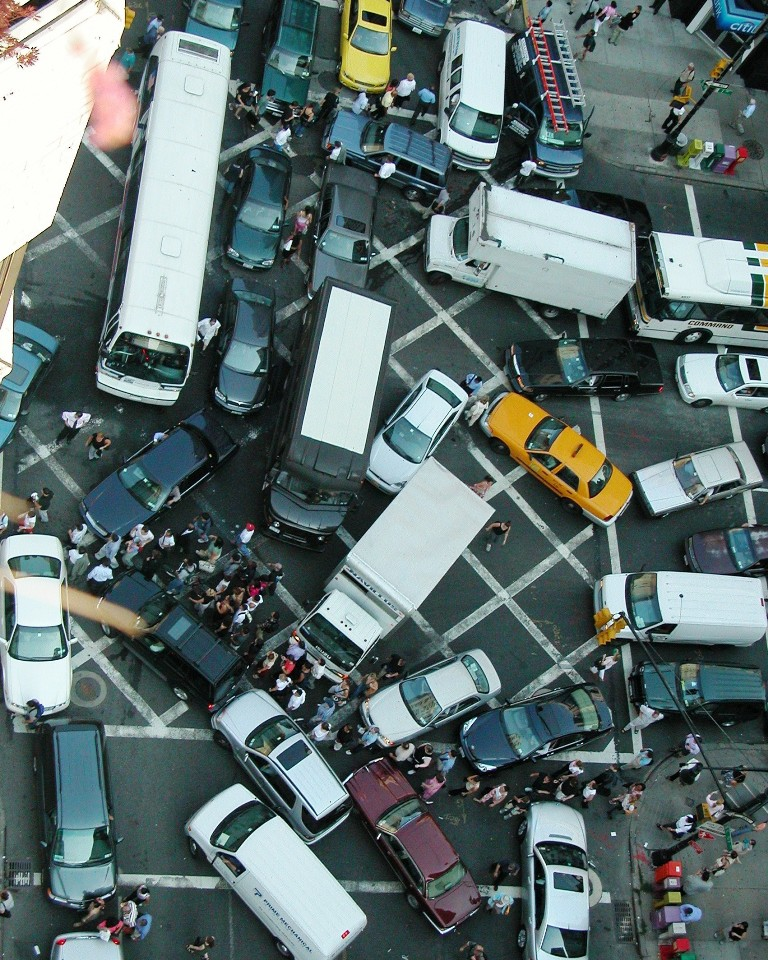
ニューヨーク市で「ボックスを塞いだ」車両

ニューヨーク市ではボックスジャンクションが設けられ、交差点内でボックスを塞いだドライバーには$90.00の過料が課せられる。市長のマイケル・ブルームバーグは取り締まりのために10分停車することで交通渋滞が助長されるとして、ニューヨーク州議会に交通違反の分類から「ボックスを塞ぐ」という項目を削除するよう求めた。こうすることで、交通違反切符の発行手順が変更され、より多くの切符が発行できるが、違反車を停止させる必要がある。

### バージニアビーチ
バージニアビーチでは、海岸沿いの道路の全ての交差点に "ボックスを塞ぐな"標識があり、違反すると$200の罰金が発生する。

### テキサス州
テキサス州オースティンでは、"ボックスを塞ぐな" 運動が2015年に始まった。同様の取り組みがサンアントニオでも2017年から行われている。

## 影響
明らかな影響として運転者の不満や旅行時間の増大が挙げられる。他の影響として都市部で発生した場合アーバンキャニオンによって騒音や大気汚染などの公害が悪化することが挙げられる。

## グリッドロックの防止
グリッドロック防止のため、交通計測システムが導入されている。このシステムは、適正数の車両がネットワーク内に入ったらそれ以上の車両が入らないようにするシステムである。車両進入規制は交通信号や警告表示によって当該区間への進入を規制したり、公共交通利用を促したりといった方法がある。この方法はチューリッヒで採用されている。

## 発祥
ニューヨーク・タイムズによれば、グリッドロックという言葉は1970年代はじめのニューヨーク市で生まれたとされている。IEEEの1971年の出版物に異なる文脈で登場しており、これが最初とみられる。新聞に最初に登場したのは 1980年ニューヨーク市交通ストライキのときである。当時ニューヨーク市運輸局の技術者だったサム・シュワルツが提案した。シュワルツはグリッドロックという用語を1970年代より対外的に使用していた。シュワルツは彼の先輩職員に緊急時にブロードウェイへの車両進入を禁止する提案を行っていたが、グリッドが塞がる（lock up the grid）ことを懸念した先輩職員は賛同しなかった。シュワルツはこの時のメモ書きをまとめ、1980年に『グリッドロック予防策』（"Gridlock Prevention Plan"）を発表した。別のインタビューでシュワルツは1970年代なかばに仲間の交通技術者だったロイ・コッタム（Roy Cottam）がパラノイアのけがありグリッドロックの責任を問われていると考えていたことがはじまりなので、彼のおかげであると述べている。

## 事例

### 中国
2010年8月14日から26日にかけて北京市と河北省張家口市間G110国道で発生した渋滞は、長さが約100kmにもおよび、当時世界で発生した渋滞の中で最悪のものと考えられていた。ドライバーの中には車の中で5日間を過ごした人もいた。この現象は道路のはたらきと内モンゴル自治区から北京に毎日石炭を輸送する多くのトラックが組み合わさって発生した。この出来事をニューヨーク・タイムズは2010年中国大グリッドロック（ "Great Chinese Gridlock of 2010"）と呼んでいる。

### ブラジル
タイム誌によれば、サンパウロの日常的渋滞は世界で最悪であるとされている。2014年5月23日には合計した長さが約344kmにもなる渋滞が観測された。

### フランス
パリとリヨンを結ぶオートルート A6では1980年に約175kmもの渋滞が観測され、世界最長と考えられている。

### 日本
日本では2011年3月11日の東日本大震災発生時、東京都内の道路において初めて観測された。解消したのは翌12日の4時ごろとされている。